# Rauvolfioideae
Rauvolfoideae es una subfamilia de plantas de flores perteneciente a la familia Apocynaceae. Esta subfamilia se subdivide en 11 tribus.

## Descripción
La mayoría de las hojas son simples. Las flores son hermafroditas con cinco pétalos. Los frutos son bayas, drupas o folículos.

## Tribus
- Tribu Aspidospermateae Miers, 1824
- Tribu Alstonieae G. Don, 1837-1838
- Tribu Vinceae Duby, 1753
- Tribu Willughbeieae A. DC.  DC. & A. DC., 1844
- Tribu Tabernaemontaneae G. Don, 1838
- Tribu Melodineae G. Don, 1838
- Tribu Hunterieae Miers, 1824
- Tribu Amsonieae M.E. Endress, 2014
- Tribu Alyxieae G. Don, 1838
- Tribu Plumerieae E. Mey., 1838
- Tribu Carisseae Dumort, 1829